# Hyndman (Pensilvania)
Hyndman es un borough ubicado en el condado de Bedford en el estado estadounidense de Pensilvania. En el año 2000 tenía una población de 1005 habitantes, y una densidad poblacional de 714.1 personas por kilómetro cuadrado.

## Geografía
Hyndman se encuentra ubicado en las coordenadas 39°49′16″N 78°43′17″O / 39.82111, -78.72139.

## Demografía
Según la Oficina del Censo, en 2000 los ingresos medios por hogar en la localidad eran de $27 700 y los ingresos medios por familia eran $34 792. Los hombres tenían unos ingresos medios de $28 917, frente a los $21 750 para las mujeres. La renta per cápita para la localidad era de $15 865. Alrededor del 10.5 % de la población estaba por debajo del umbral de pobreza.